# Talsperre Vale do Rossim
Die Talsperre Vale do Rossim (portugiesisch Barragem de Vale do Rossim) liegt in der Region Mitte Portugals im Distrikt Guarda. Sie staut den Ribeira da Fervença zu einem Stausee auf. Die Talsperre befindet sich im Naturschutzgebiet Parque Natural da Serra da Estrela. Die Kleinstadt Seia befindet sich ungefähr zehn Kilometer nordwestlich. Die Talsperre Lagoacho liegt etwa drei Kilometer, die Talsperre Lagoa Comprida rund sechs Kilometer südwestlich der Talsperre Vale do Rossim.
Die Talsperre wurde 1956 fertiggestellt. Sie dient der Stromerzeugung. Die Talsperre ist im Besitz von HIDROCENEL, Energia do Centro, SA.

## Absperrbauwerk
Das Absperrbauwerk ist eine Gewichtsstaumauer aus Mauerwerk und Beton mit einer Höhe von 27 m über der Gründungssohle (17,46 m über dem Flussbett). Die Mauerkrone liegt auf einer Höhe von 1.437,5 m über dem Meeresspiegel. Die Länge der Mauerkrone beträgt 375 m und ihre Breite 1,5 m. Das Volumen des Bauwerks beträgt 25.000 m³.
Die Staumauer verfügt sowohl über einen Grundablass als auch über eine Hochwasserentlastung. Über den Grundablass können maximal 10 m³/s abgeleitet werden, über die Hochwasserentlastung maximal 66 m³/s.

## Stausee
Beim normalen Stauziel von 1.436 m (maximal 1.436,75 m bei Hochwasser) erstreckt sich der Stausee über eine Fläche von rund 0,37 km² und fasst 3,5 Mio. m³ Wasser – davon können 3,4 Mio. m³ genutzt werden.
Der Stausee ist über einen Tunnel mit einer Länge von 3.270 m mit dem Stausee der Talsperre Lagoacho verbunden. Von dort aus verläuft ein 2.330 m langer Kanal zu einem Speicherbecken. Von diesem Speicherbecken führt dann eine 2.120 m lange Druckrohrleitung zum Kraftwerk Sabugueiro II.